# Rio Chandless
Rio Chandless är ett vattendrag i Brasilien, på gränsen till Peru. Det ligger i den västra delen av landet, 2 500 km väster om huvudstaden Brasília.
I omgivningarna runt Rio Chandless växer i huvudsak städsegrön lövskog. Trakten runt Rio Chandless är nära nog obefolkad, med mindre än två invånare per kvadratkilometer.